# له آیدو پرسیادو
له آیدو پرسیادو (اسپانیایی: Léider Preciado‎؛ زادهٔ ۲۶ فوریهٔ ۱۹۷۷) یک بازیکن فوتبال اهل کلمبیا است.

## تیم ملی
وی همچنین در تیم ملی فوتبال کلمبیا بازی کرده است.